# Anneke Grönloh

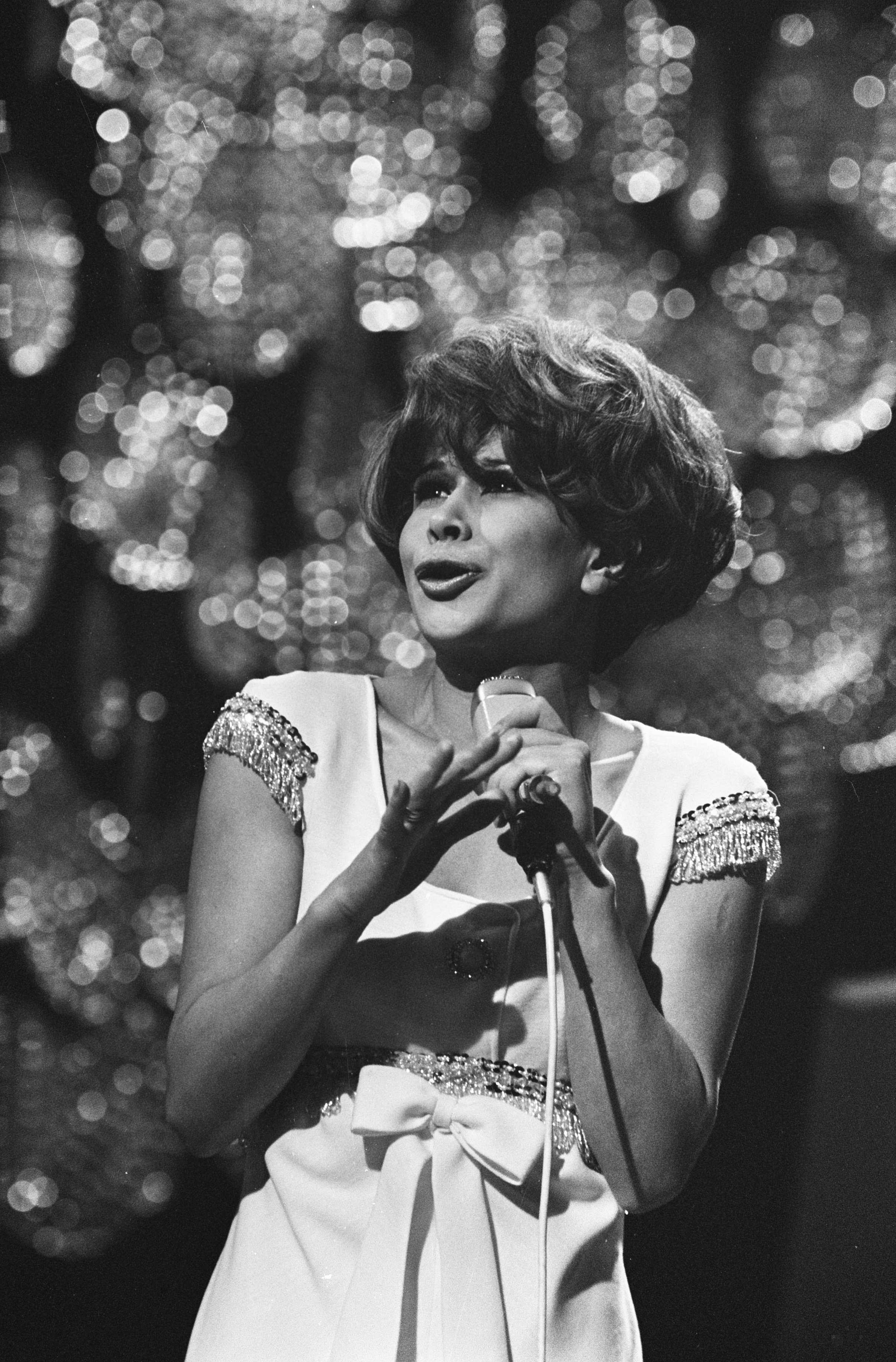
Anneke Grönloh, 1969

Johanna Louise „Anneke“ Grönloh (* 7. Juni 1942 in Tondano, Niederländisch-Indien; † 14. September 2018 in Arleuf, Frankreich) war eine niederländische Sängerin, die 1964 am Grand Prix Eurovision teilnahm.

## Leben

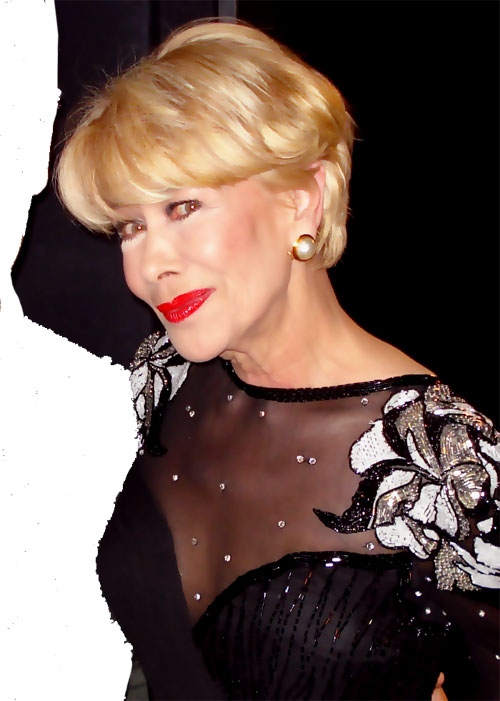
Anneke Gronloh, 2007

Grönloh wurde als Tochter eines niederländischen Militärangehörigen im damaligen Niederländisch-Indien geboren. Ihre ersten Lebensjahre verbrachte sie in einem japanischen Lager im besetzten Indonesien. Nach Ende des Zweiten Weltkriegs und der Freilassung von Grönlohs Vater aus japanischer Gefangenschaft siedelte die Familie aus Angst vor der Gewalt der Indonesier im Unabhängigkeitskrieg in die Niederlande über und Anneke Grönloh wuchs in Eindhoven auf.
Auf dem dortigen Lyceum lernte sie Peter Koelewijn kennen und fasste den Entschluss, gemeinsam mit ihm in seiner Band Peter en zijn Rockets aufzutreten. 1959 gewann Grönloh einen Talentwettbewerb und begann ihre internationale Karriere. Im Juli 1962 brachte sie Brandend zand (die von Johnny Hoes niederländisch getextete Fassung des deutschen Schlagerhits Heißer Sand) heraus, der für zwei Wochen Rang eins der niederländischen Charts belegte. 1964 vertrat sie die Niederlande beim 9. Grand Prix Eurovision in Kopenhagen. Mit dem Titel Jij bent mijn leven („Du bist mein Leben“) erreichte sie aber nur den 10. Platz. Nach ersten Erfolgen als Schlagersängerin machte sie sich später einen Namen als Jazzmusikerin.
Im Jahr 2000 wurde Anneke Grönloh in den Niederlanden zur Sängerin des Jahrhunderts erklärt. Zwei Jahre später führte die öffentliche Bezichtigung als „sloerie“ (Schlampe) und „drankorgel“ (Alkoholikerin) durch den Komiker Paul de Leeuw dazu, dass sie und ihre Familie Verhöhnungen und Belästigungen in der Öffentlichkeit über sich ergehen lassen mussten. Anneke Grönloh zog sich daraufhin mit ihrem Mann nach Frankreich zurück und schaltete einen Anwalt ein, der 14 schwere Beleidigungen seiner Mandantin in den Sendungen von de Leeuw ausmachte und 250.000 Euro Schadensersatz von de Leeuw und dessen Sender NCRV forderte. Grönloh kündigte damals ihrem Rückzug von der Showbühne an, da sie sich nicht mehr vorstellen konnte, jemals wieder aufzutreten. Zwei Jahre später hatte sie sich jedoch wieder gefangen und trat ab 2004 wieder auf. Von 2005 bis 2007 betrieb sie auch in der Nähe von Château-Chinon in Burgund ein kleines Café.
Im Jahre 2005 erschien schließlich eine DVD ihrer größten Hits und im Jahr 2006 eine DVD ihrer Theatershow „Anneke and Friends“.

## Diskografie

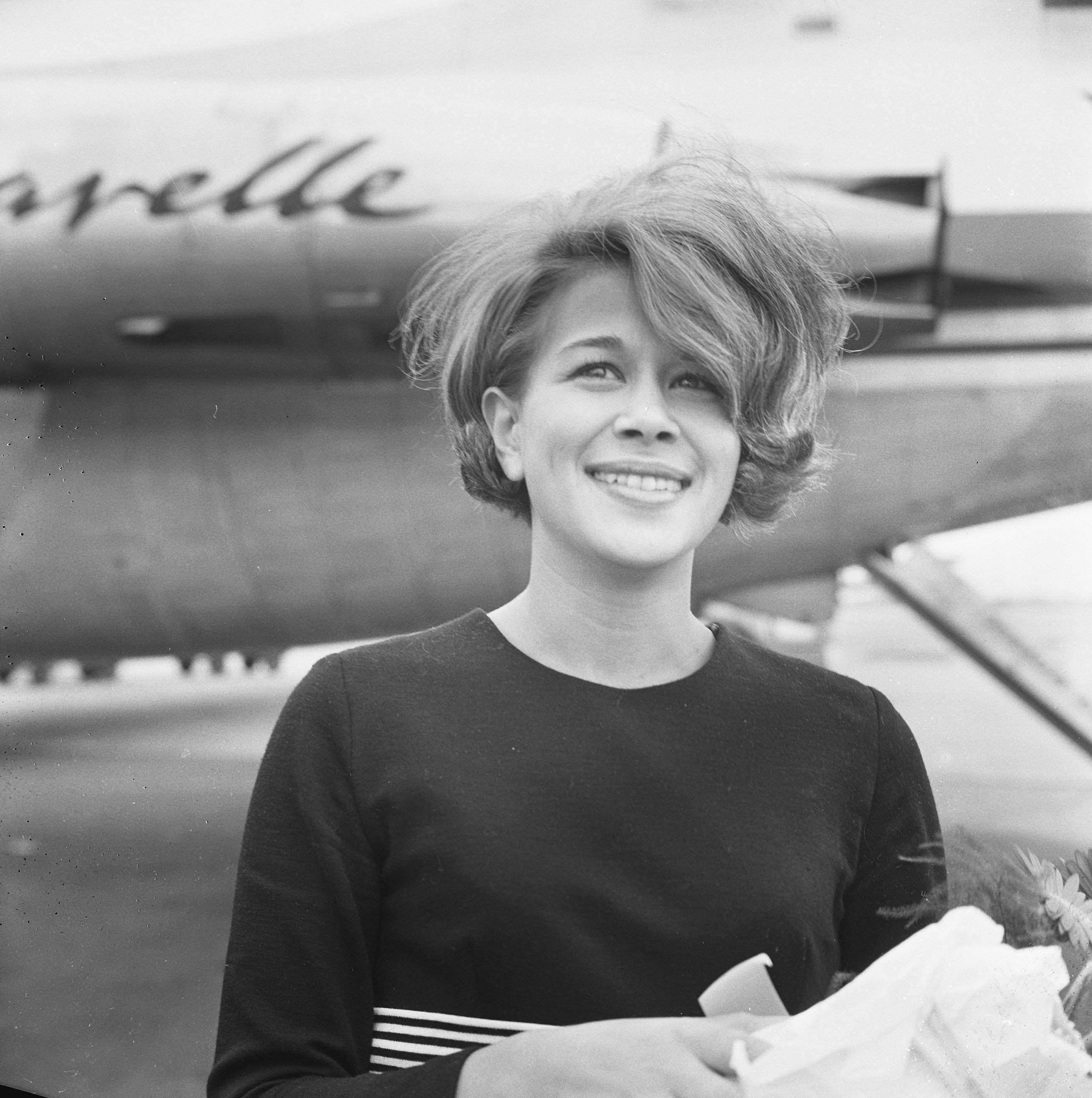
Anneke Gronloh, 1966

### Alben
| Jahr | Titel                            | Höchstplatzierung, Gesamtwochen, AuszeichnungChartsChartplatzierungen (Jahr, Titel, Platzierungen, Wochen, Auszeichnungen, Anmerkungen) | Anmerkungen |
| Jahr | Titel                            | NL | Anmerkungen |
| ---- | -------------------------------- | --- | ----------- |
| 2014 | Al haar onvergetelijke successen | NL26 (3 Wo.)NL |             |

Weitere Alben
- 1993: Het beste van
- 2002: Hollands glorie
- 2008: Luchtkasteel

### Singles
| Jahr | Titel Album                 | Höchstplatzierung, Gesamtwochen, AuszeichnungChartsChartplatzierungen (Jahr, Titel, Album, Platzierungen, Wochen, Auszeichnungen, Anmerkungen) | Anmerkungen                  |
| Jahr | Titel Album                 | NL | Anmerkungen                  |
| ---- | --------------------------- | --- | ---------------------------- |
| 1962 | Brandend zand –             | — | Platz 1 Dutch Single Top 100 |
| 1962 | Paradiso –                  | — | Platz 1 Dutch Single Top 100 |
| 1963 | Soerabaja –                 | — | Platz 1 Dutch Single Top 100 |
| 1963 | Das Leben kann schön sein – | — | Platz 8 Dutch Single Top 100 |
| 1963 | Cimeroni –                  | — | Platz 1 Dutch Single Top 100 |
| 1963 | Wladimir –                  | — | Platz 4 Dutch Single Top 100 |

grau schraffiert: keine Chartdaten aus diesem Jahr verfügbar